# Jonathan (tartaruga)
Jonathan (Seicheles, c. 1832) é uma tartaruga-das-seychelles (Aldabrachelys gigantea hololissa), uma subespécie da Aldabrachelys gigantea (Aldabrachelys gigantea), é o animal terrestre vivo mais velho conhecido no mundo. Jonathan vive na ilha de Santa Helena, um Território Britânico Ultramarino no Oceano Atlântico Sul.

## Biografia

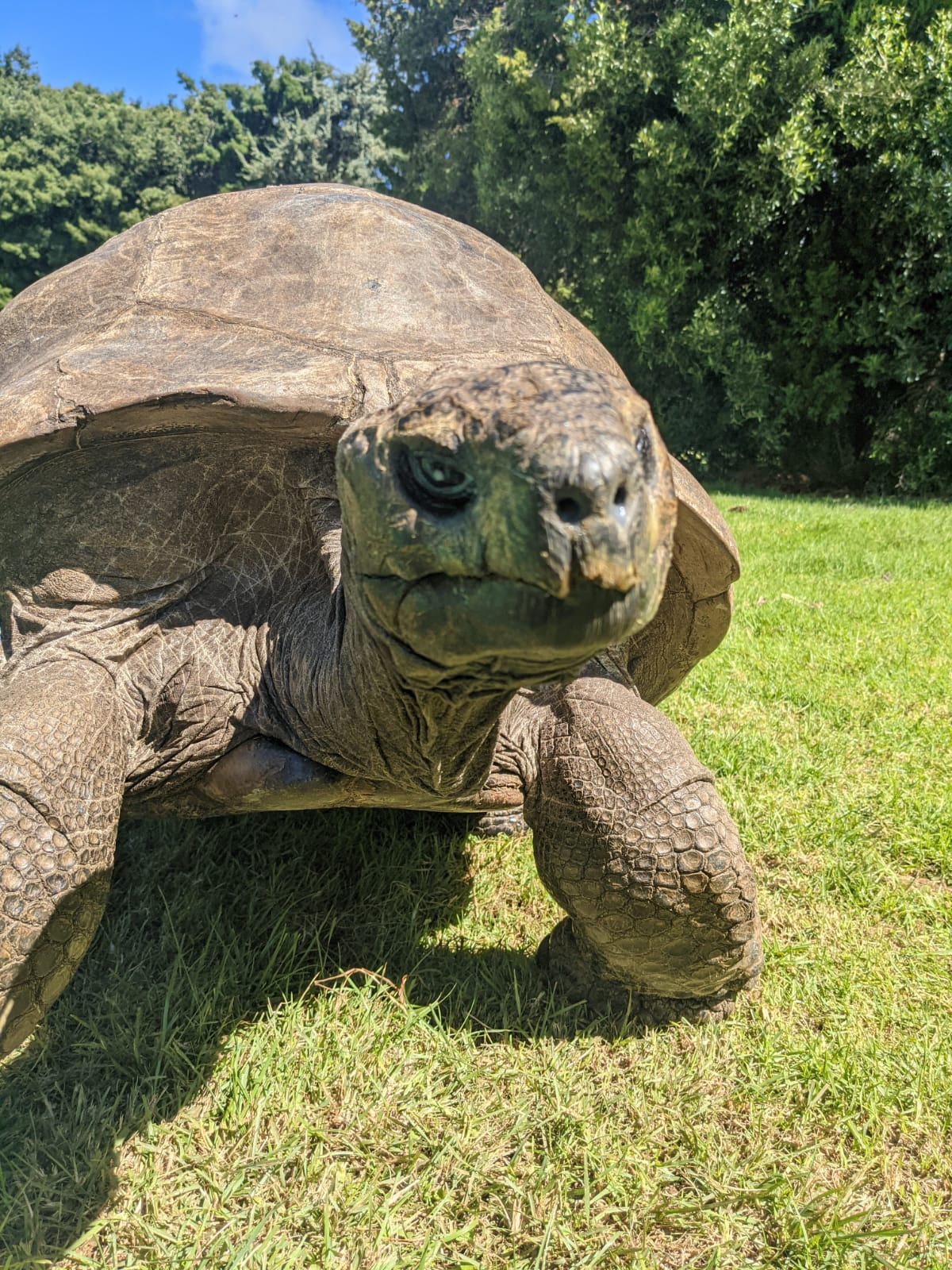
Jonathan em 2021.

Jonathan foi trazido para a ilha de Seicheles em 1882, juntamente com outras três tartarugas com cerca de 50 anos de idade. Ele foi nomeado na década de 1930 pelo governador Sir Spencer Davis. Ele continua morando no terreno da Plantation House, a residência oficial do governador, e pertence ao governo de Santa Helena.
Sua idade é estimada pelo fato de que ele estava 'completamente maduro' quando foi trazido para Santa Helena em 1882. 'Totalmente maduro' significa pelo menos 50 anos, dando-lhe uma data de nascimento de até 1832. Há uma fotografia com Jonathan que originalmente era pensada ser de 1902, mas na realidade é de 1886 mostrando Jonathan quatro anos depois de sua chegada a Santa Helena. Medições tiradas da fotografia mostram que ele estava definitivamente maduro em 1886. Em 5 de Dezembro de 2008 o Daily Mail publicou um artigo sobre Jonathan e alegou que ele é a mesma tartaruga retratada na fotografia, comprovando o ano da fotografia errado mas estimando sua data de incubação corretamente. O artigo também afirmou erroneamente que Jonathan era da espécie Testudinipae cytodira.
O maior recordista de todos os tempos da tartaruga mais antiga do mundo, de acordo com o Guinness World Records, é Tu'i Malila, que morreu em Tonga em 1965 aos 189 anos de idade. Adwaita, uma tartaruga-gigante-de-seychelles que morreu em 2006 no Zoológico de Alipore em Calcutá, Índia, acredita-se que tenha vivido até a idade de 255 anos, mas isso não foi confirmado.
A BBC Radio destacou Jonathan em um episódio de From Our Own Correspondent em março de 2014 depois da remadora oceânica Sally Kettle visitar Santa Helena.
A moeda de cinco centavos de Santa Helena tem Jonathan em seu verso.
Em dezembro de 2015, Jonathan estava "vivo e bem", [...] cego de catarata, perdeu o olfato e não consegue mais detectar comida (seus companheiros gigantes conseguem detectar um pedaço caído no chão por menor que seja), mas ele manteve excelente audição." Em janeiro de 2016, a BBC informou que Jonathan recebeu uma nova dieta destinada a mantê-lo saudável e prolongar sua vida.
Em 2017 surgiu uma dúvida sobre o sexo de Frederica, uma das duas de suas tartarugas parceiras favoritas (a outra sendo Emily). Foi realizado testes na mesma, quando a veterinária da ilha, Catherine Man, indicou que, devido a uma deformidade na concha, seu plastrão não pode ser verificado. Portanto, é incerto o sexo de Frederica.